# Mjölkmaskin

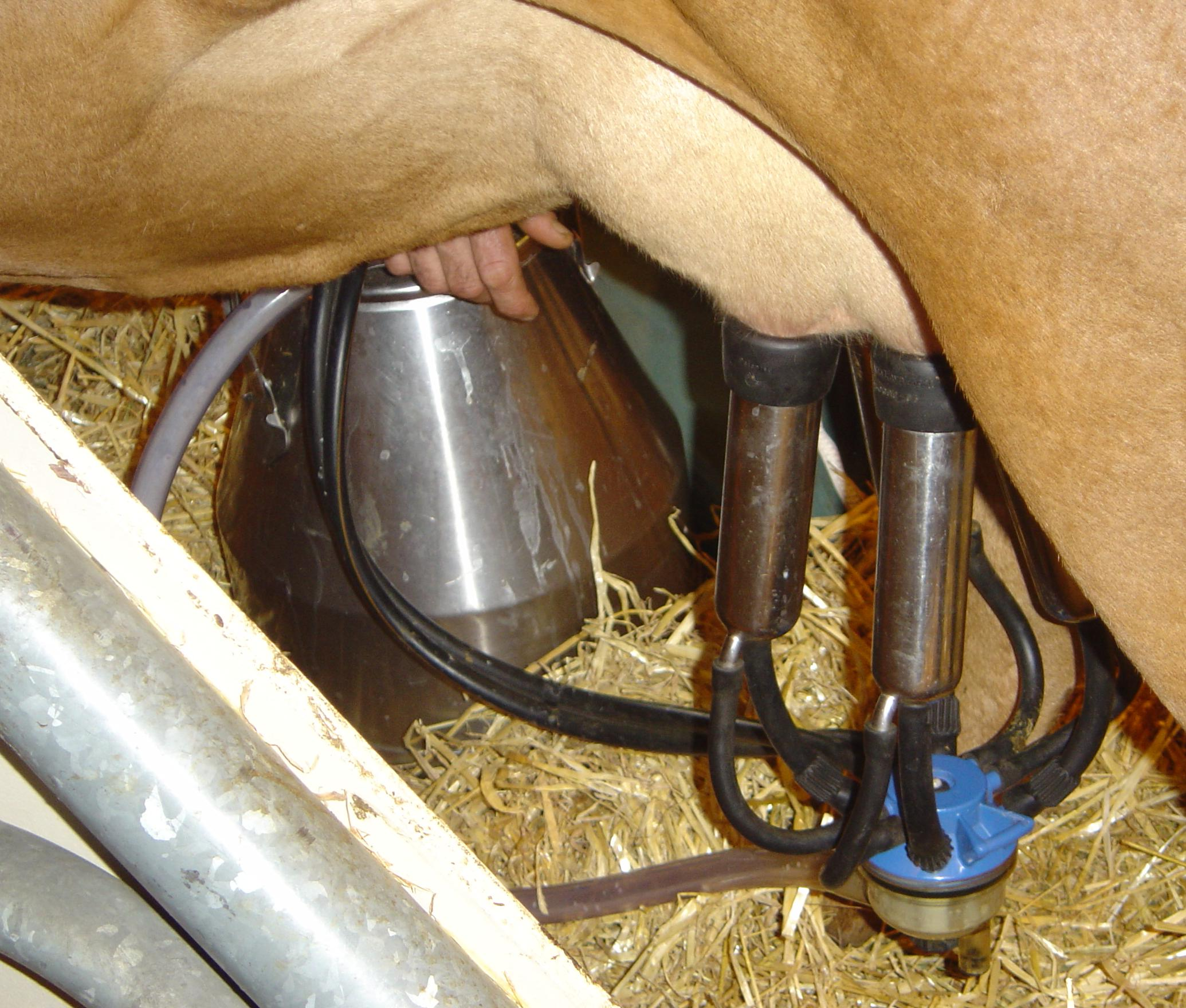
Mjölkning med mjölkmaskin

En mjölkmaskin är en maskin som mjölkar en ko mekaniskt. Mjölkning av kor skedde förr för hand, men sedan 1970-talet har de flesta bönder i i-länderna mjölkmaskiner. Under slutet av 1990-talet inleddes mjölkrobotiseringen som nästa steg i den allt mer automatiserade produktionen på dagens lantbruksgårdar.

## Svenskt lantbruk
Redan under första hälften av 1800-talet experimenterade man med mekaniska lösningar för mjölkningen, dock ofta med negativa verkningar för kornas välbefinnande. Man tänkte sig då främst att suga med vakuum. Men vid det Allmänna Svenska Lantbruksmötet i Malmö 1896 presenterade företaget DeLaval maskinen Laktator, som simulerade ett naturligare utkramade av mjölken.
Under 1900-talet har nya tekniska framsteg kombinerat med nya transportmöjligheter m.m. betytt att mjölkbönderna har minskat betydligt i antal och är numera (2015) omkring 4 200 i hela Sverige. Centraliseringen av mjölkproduktionen har även lett till en minskning av antalet mejerier.  
Det finns idag omkring 400 gårdar med mjölkningsrobotar och cirka 600 mjölkstationer. Man räknar med att cirka 10 procent av de svenska korna mjölkas i automatiska mjölkningssystem[källa behövs] (AMS) medan huvuddelen fortsatt använder andra mjölkmaskiner. Vanligt förekommande märken är DeLaval, GEA Group och Lely.